# Tvrdimići
Tvrdimići su naseljeno mjesto u općini Istočno Novo Sarajevo, Republika Srpska, BiH.

## Stanovništvo
Nacionalni sastav stanovništva prema popisnim godinama bio je sljedeći:
|           | 1991. | 1981. | 1971. |
| --------- | ----- | ----- | ----- |
| Srbi      | 47    | 42    | 126   |
| Crnogorci | 0     | 0     | 1     |
| Ukupno    | 47    | 42    | 127   |

| Naseljena mjesta općine Novo Sarajevo - popis 1991.                                        | Naseljena mjesta općine Novo Sarajevo - popis 1991. |
| ------------------------------------------------------------------------------------------ | --------------------------------------------------- |
|                                                                                            |                                                     |
| Klek • Kozarevići • Lukavica • Miljevići • Petrovići • Sarajevo (dio) • Toplik • Tvrdimići |                                                     |

| Naseljena mjesta općine Novo Sarajevo - popis 1991.                                        | Naseljena mjesta općine Novo Sarajevo - popis 1991. |
| ------------------------------------------------------------------------------------------ | --------------------------------------------------- |
|                                                                                            |                                                     |
| Klek • Kozarevići • Lukavica • Miljevići • Petrovići • Sarajevo (dio) • Toplik • Tvrdimići |                                                     |